# Piotr Izgarszew

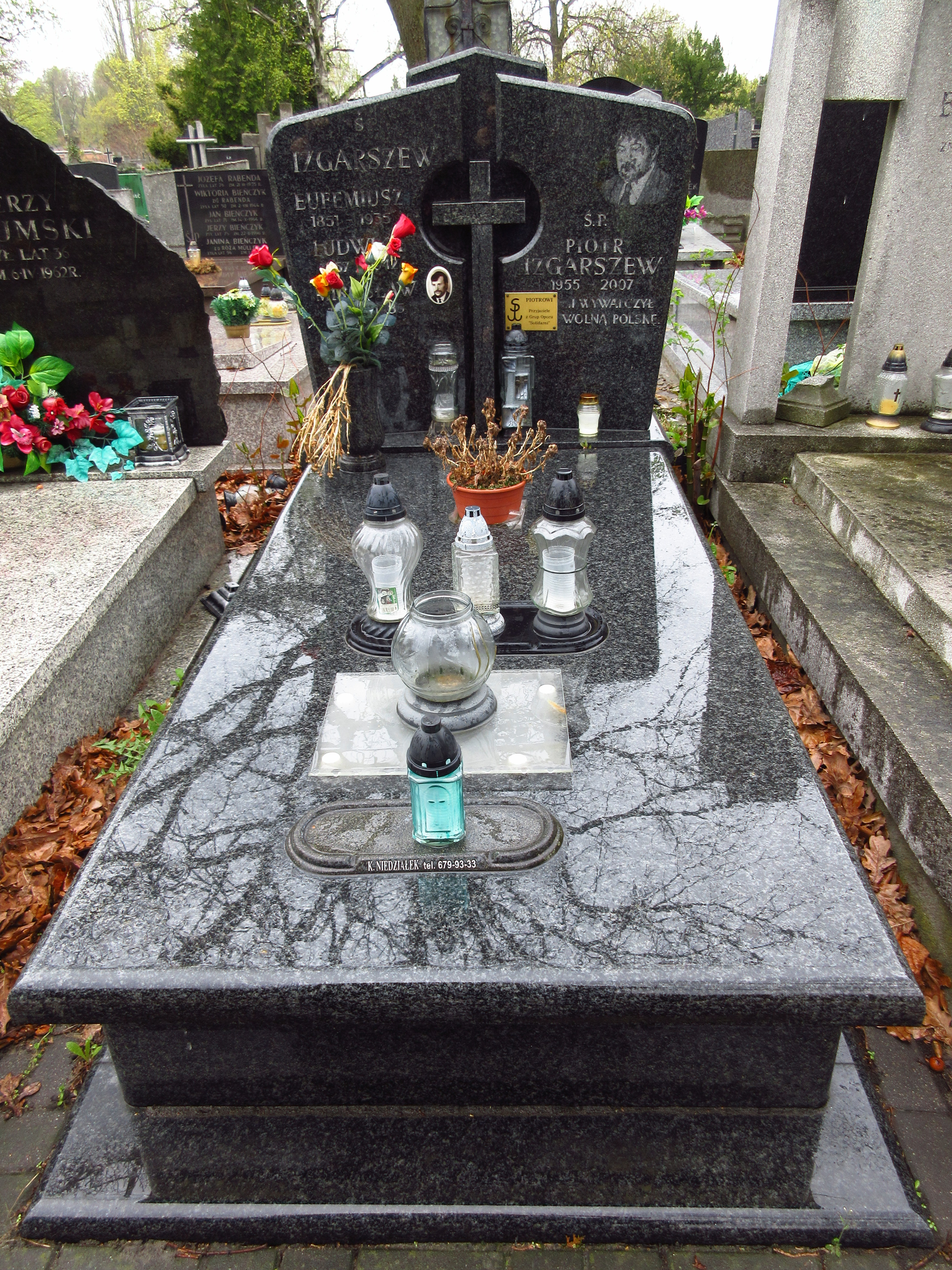
Grób Piotr Izgarszewa na cmentarzu Bródnowskim

Piotr Paweł Izgarszew pseudonim Gruby Piotr (ur. 7 marca 1955, zm. 10 marca 2007) – polski działacz opozycji antykomunistycznej w latach osiemdziesiątych XX wieku, członek Grupy Oporu „Solidarni” RKW Mazowsze NSZZ „Solidarność”, drukarz prasy niezależnej i organizator akcji demonstracyjnych.
Jako członek Grupy „Solidarni” uczestniczył w pierwszych akcjach zasmradzania, w tym 7 lipca 1983 r., wspólnie z Wiesławem Ostrorogiem, kiedy to „zasmrodzili” jeden z konsumów milicyjnych (konsumy były to zamknięte dla ogółu sklepy, w których mieli prawo zaopatrywać się tylko wybrani członkowie PZPR oraz zawodowi wojskowi i milicjanci). Podczas stanu wojennego pracownik Transbudu Warszawa, z którego został zwolniony za organizację strajku, w październiku tego samego roku zwolniony z zakładów Ponar-Awia. Uczestniczył między innymi w drukowaniu biuletynu Komitetu Oporu Społecznego, Tygodnika Mazowsze oraz tygodnika Wola. Za działalność opozycyjną dwukrotnie pobity, trzykrotnie skazany na kolegium, a w 1987 r. na półtora roku ograniczenia wolności i kolegium za obmalowanie 73 tramwajów w Warszawie hasłami typu „Niech żyje Solidarność”. Prowadził drukarnię KPN-u. Pod koniec lat 80. współpracując z Bogdanem Borusewiczem uczestniczył w akacji szkolenia drukarzy z krajów bloku sowieckiego i republik radzieckich oraz przerzutu maszyn drukarskich, za co w 2003 r., został odznaczony Orderem Dziesięciolecia Demokratyzacji Mongolii.
W latach 1991–1994 pełnił funkcję przewodniczącego Komisji Zakładowej Nr 18 NSZZ Solidarność Region Mazowsze; był również głównym specjalistą do spraw poligrafii Straży Miejskiej w Warszawie.
Piotr Izgarszew zmarł 10 marca 2007 r., został pochowany 20 marca na cmentarzu Bródnowskim w Warszawie (kwatera 55K-1-27).